# Архістратиг Михаїл (пам'ятні монети)
Архістрати́г Михаї́л — пам'ятні срібні монети номіналом 1 (2017 року) і 10 гривень (від 2022), які Національний банк України (НБУ) випускає з 2017 року у серії «Інші монети». Присвячені одному з найголовніших архангелів — Архістратигу Михаїлу. На сторінці НБУ у Фейсбуку зазначили, що монети з Архангелом Михаїлом «з року в рік користуються великою популярністю серед поціновувачів нумізматики».
За віруваннями, архістратиг (грец. ἀρχιστρατηγός — головнокомандувач, від ἀρχι — старший, перший і στρατηγός — командувач), один із найшанованіших біблійних персонажів, очолює «небесне воїнство ангелів». 1108 року київський князь Святополк (за хрещенням Михайло) на честь архангела збудував Михайлівський Золотоверхий монастир. Відтоді українці шанували його як небесного покровителя Києва. Перші зображення Михаїла у столиці з'явилися на печатках в ХІ-ХІІ століттях. У козацьку добу герб з Архістратигом розміщували поряд із родовими гербами гетьманів та на козацьких прапорах.
Під час російсько-української війни образ Архістратига Михаїла з'явився на шевронах та іншій атрибутиці українських військ як символ боротьби зі злом.

## Історія
Першими з образом архістратига Михаїла були інвестиційні монети, які ввели в обіг 28 грудня 2011 року. Відтоді Національний банк України регулярно карбує срібні монети номіналом в одну гривню та золоті номіналом у 2, 5, 10 і 20 гривень.
12 жовтня 2017 року випустили пам'ятну срібну монету номіналом 1 гривня майже з аналогічним дизайном. 2022 року викарбували монету номіналом 10 гривень. Змінили дизайн аверсу і покрили позолотою спочатку фігуру Михаїла, а 2023 року меч і німб архістратига. 2024 року монету без локальної позолоти оформили у стилі мілітарі.

## Автори
Дизайн розробили художники мистецької групи «АРТТРІУМ»: Володимир Таран, Олександр Харук і Сергій Харук. Дизайн монети 2024 року адаптувала Олександра Кучинська.
На створення головного образу монети — Архістратига Михаїла — художників надихнув горельєф XVIII століття, виготовлений у бароковому стилі та розміщений на фронтоні Михайлівського Золотоверхого монастиря.
Автори також запозичили деякі елементи з творів митців доби Української революції (1917—1921): Василя Кричевського і Георгія Нарбута.

Запозичені елементи на монеті
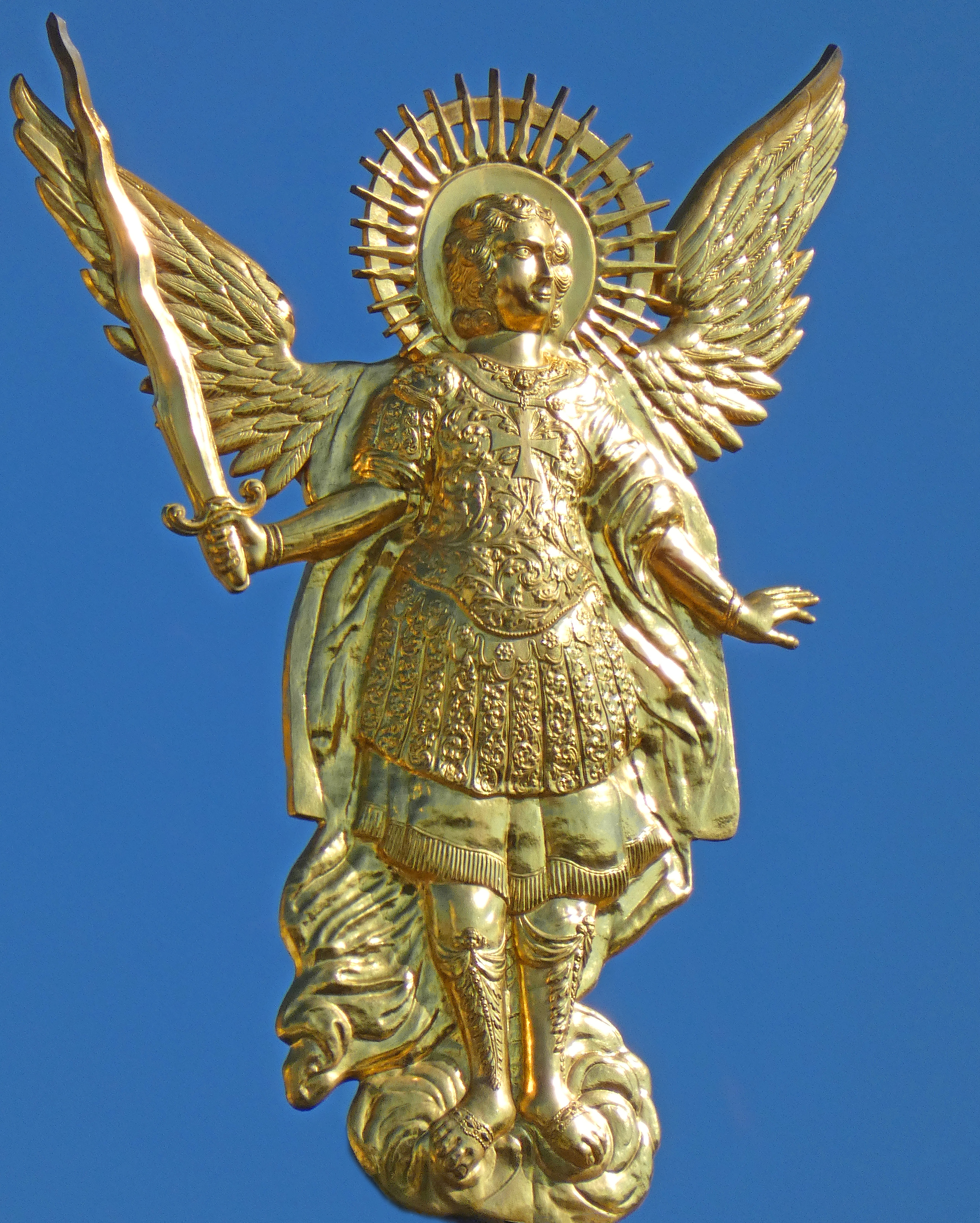
Горельєф Архістратига Михаїла на Михайлівському Золотоверхому монастирі, XVIII ст.
Лавровий вінок Малого герба УНР 1918 року, дизайн Василя Кричевського
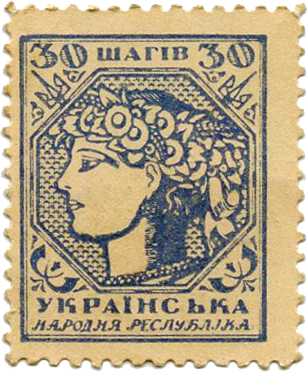
Восьмикутний картуш на 30 шагах УНР 1918 року, дизайн Георгія Нарбута.

## Аверс
На аверсі монети угорі розміщено Герб України, під яким напис — УКРАЇНА. У центрі у восьмикутному картуші зображено логотип у вигляді київської гривни, під яким написи: НАЦІОНАЛЬНИЙ / БАНК УКРАЇНИ / 2024. По колу на тлі патерну зі стилізованих давньоруських київських гривен зображено лавровий вінок — символ слави та перемоги; унизу — номінал «10» (від 2022 року) із графічним знаком гривні «₴».

## Реверс
На реверсі монети зображено Архістратига Михаїла. По колу монети нанесені рядки з поеми Тараса Шевченка «Гайдамаки»: «…ЗА НАС І ДУШІ ПРАВЕДНИХ, І СИЛА АРХІСТРАТИГА МИХАЇЛА» (з використанням від 2022 року шрифту Василя Чебаника).

## Монети «Архістратиг Михаїл»

### Монета 2017 року
12 жовтня 2017 року ввели в обіг одногривневу монету.
Дизайн аверсу був ідентичний дизайну інвестиційних монет. У центрі на дзеркальному тлі у восьмикутному картуші на щиті розмістили емблему Національного банку України — алегоричні фігури грифонів, між якими — гривня — грошово-вагова одиниця Київської Русі; під щитом — рік карбування монети — 2017 і номінал — «ОДНА ГРИВНЯ».
|  |  | срібло 999 проби | 38,6 | 31,1 | пруф | гладкий із заглибленим написом | Логотип Нацбанку, герб України, номінал, декоративний орнамент | Архістратиг Михаїл | 28 грудня 2017 | 10 000 |

### Монета 2022 року
Введена в обіг 14 грудня 2022 року. Монету випустили номіналом в 10 гривень. У дизайн внесли зміни. Напис «НАЦІОНАЛЬНИЙ/БАНК УКРАЇНИ» розмістили на дзеркальному тлі у центрі у восьмикутному картуші під логотипом. По колу зображено стилізований лавровий вінок, унизу номінал — «10» та графічний символ гривні «₴». На реверсі архістратиг Михаїл оздоблений локальною позолотою.
|  |  | срібло 999 проби | 38,6 | 31,1 | спеціальний анциркулейтед | гладкий із заглибленим написом | Логотип, герб України, номінал, декоративний орнамент | Архістратиг Михаїл | 14 грудня 2022 | 5000 |

### Монета 2023 року
Введена в обіг 26 грудня 2023 року. Відмінність від попереднього випуску — нанесення локальної позолоти на меч і німб Архістратига Михаїла.
|  |  | срібло 999 проби | 38,6 | 31,1 | спеціальний анциркулейтед | гладкий із заглибленим написом | Логотип, герб України, номінал, декоративний орнамент | Архістратиг Михаїл | 26 грудня 2023 | 10 000 |

### Монета 2024 року
Введена в обіг 27 грудня 2024 року. У дизайн внесли зміни. На аверсі цієї монети тло зробили у вигляді камуфляжу ММ-14, відомого як «Піксель» та «Український піксель». На реверсі навколо архістратига Михаїла розмістили силуети воїнів Збройних Сил України, гелікоптери та протитанкові їжаки. Ця композиція символізує боротьбу України за незалежність.
|  |  | срібло 999 проби | 38,6 | 31,1 | спеціальний анциркулейтед | гладкий із заглибленим написом | Логотип, герб України, номінал, декоративний орнамент | Архістратиг Михаїл | 27 грудня 2024 | 10000 |